# 阪急かっぱ横丁

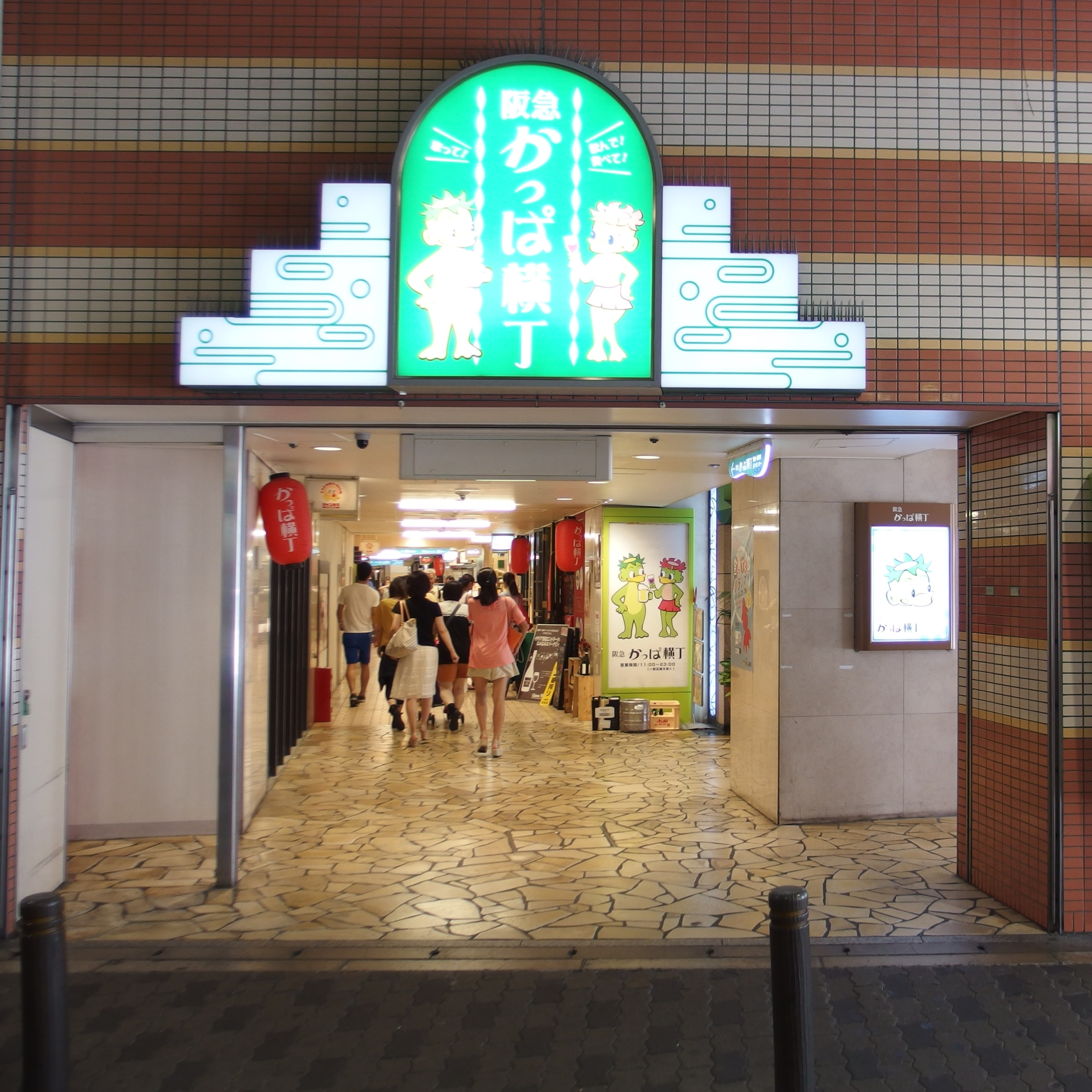
阪急かっぱ横丁

阪急かっぱ横丁（はんきゅうかっぱよこちょう）は、大阪市北区にある阪急電鉄の高架下を利用した飲食店街。
レストラン、喫茶店、居酒屋、バーなど飲食店の他、占い、楽器店、カラオケ店などもある（2012年現在）
河童をモチーフとした「かっぺい」「ぱっぴい」というマスコットキャラクターが存在する。

## 所在地
大阪市北区芝田一丁目
アクセス
- 大阪梅田駅（阪急電鉄、阪神電鉄）
- 梅田駅 （Osaka Metro御堂筋線）
- 大阪駅 （JR西日本）
- 中津駅 （Osaka Metro御堂筋線）

## 店舗
飲食店
- ワイン食堂リエゾン（ワインバー）
- 甘太郎（居酒屋）
- ドトール コーヒーショップ（コーヒーショップ）
- イタリア酒場ENTRATA（イタリア料理）
- ピッコロかっぱ店（カレー＆オムライスの店）
- ぼてぢゅうかっぱ横丁店（お好み焼）
- 友栄寿司 荒磯水産（寿司屋）
- マンゲイラ（レストラン）
- 麺之庄つるまる饂飩（うどん・そば）
- 焼肉鷹ヶ巣（焼肉店）
- 酔鯨亭（黒潮料理）
- 海幸丸 百番（居酒屋）
- 居酒屋がたろ（居酒屋）
- NONDE KUTTE IZAKAYA KINOE きのえ（居酒屋）
- 梅田丸一屋（居酒屋）
- 酉乃市(とりのいち)（炭火焼鶏専門店）
- でっかいどう（北海道料理）
- 大鍋 居酒屋 御用だ！（大鍋居酒屋）
- 古潭老麺梅田北店（ラーメン専門店）
- DON SHOP しゃぶ亭（飲食店）
- とと家梅田店（磯魚料理）
- FACTORY CAFE（ワイン＆グリル）
- あせんぼ 母屋・離れ（創作居酒屋）
- あせんぼ楽坐（創作家庭料理）
- 花様ka-you（近江づくし自然派和食）

その他
- 阪急占いセンター（占い）
- 梅田ナカイ楽器（洋楽器販売）
- FORZA大阪店（ホビーショップ）
- ジャンボカラオケ広場（カラオケ）